# Jim the World's Greatest
Jim the World's Greatest (titlu original: Jim the World's Greatest) este un film american dramatic din 1976 regizat de Don Coscarelli și Craig Mitchell pentru Universal Pictures. Rolurile principale au fost interpretate de actorii Gregory Harrison, Reggie Bannister și Angus Scrimm.

## Distribuție
- Gregory Harrison - Jim Nolan
- Robbie Wolcott - Kelly Nolan
- Rory Guy - tatăl lui Jim, Mr. Nolan
- Marla Pennington - Jan
- Karen McLain - Lisa
- David Lloyd - Brian
- Reggie Bannister - O.D. Silengsly

## Producție
Producția filmului a început când Coscarelli și Mitchell aveau 18 ani, când au fost finanțați de părinții lor la un buget declarat de 250.000 dolari americani.